# Kasimir I. (Warschau)

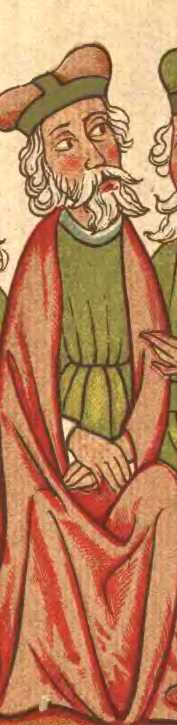
Darstellung aus dem 15. Jahrhundert

Kasimir I. (poln. Kazimierz I. warszawski; * 1320 bis 1331; † 1355) war ein Herzog in Masowien, ab 1341 zusammen mit seinem Bruder Siemowit III. Fürst von Czersk, ab 1345 Fürst von Rawa und ab 1349 Fürst von Warschau sowie ab 1351 Fürst von Sochaczew. Seit 1351 war er vom Königreich Polen lehensabhängig. Er entstammte dem Adelsgeschlecht der masowischen Piasten.

## Leben
Kasimir war der Sohn von Herzog Trojden I. († 1341) und der ruthenischen Adeligen Maria von Galizien. In seiner Außenpolitik hielt er sich an seinen älteren Bruder Siemowit III. Beide huldigten 1351 dem polnischen König Kasimir III. Im gleichen Jahr beerbten beide Boleslaus III. von Płock.

## Ehe und Familie
Herzog Kasimir war nicht verheiratet und hatte keine Kinder. Nach seinem Tod wurde er in der Kathedrale von Płock begraben. Das Fürstentum Warschau hätte nach seinem Tod als erledigtes Lehen an Kasimir III. fallen sollen. Kasimir III. war jedoch damit einverstanden, dass er von seinem Bruder Siemowit III. beerbt wurde. Im Gegenzug verzichtete Siemowit III. auf die Rückzahlung eines Darlehens und bekräftigte seinen Lehenseid.